# Charles Merlin
Charles Merlin, né le 22 décembre 1825 à Lille (Nord) et mort le 6 avril 1895 à Douai (Nord) est un homme politique français.

## Biographie
Avocat au barreau de Douai, et deux fois bâtonnier, conseiller général du Nord il est élu maire de Douai après le 4 septembre 1870. Révoqué le 24 mai 1873, il retrouve son poste en mai 1876. Il est député de la 1re circonscription de Douai de 1876 à 1879, siégeant au groupe de la Gauche républicaine. Il est l'un des 363 qui refusent la confiance au gouvernement de Broglie, le 16 mai 1877. Il est sénateur du Nord de 1879 à 1895. Il préside la commission chargée de l'instruction et de la mise en accusation de la Haute Cour de justice en 1889. Il est vice-président du Sénat de 1890 à 1893,.

## Sources
- « Charles Merlin », dans Adolphe Robert et Gaston Cougny, Dictionnaire des parlementaires français, Edgar Bourloton, 1889-1891 [détail de l’édition]
- « Charles Merlin », dans le Dictionnaire des parlementaires français (1889-1940), sous la direction de Jean Jolly, PUF, 1960 [détail de l’édition]